# Neoantistea quelpartensis
Neoantistea quelpartensis là một loài nhện trong họ Hahniidae.
Loài này thuộc chi Neoantistea. Neoantistea quelpartensis được Kap Yong Paik miêu tả năm 1958.